# ادواردو لوجان مانارا
ادواردو لوجان مانارا (انگلیسی: Eduardo Luján Manera; ۲۲ اوت ۱۹۴۴ – ۱۵ اوت ۲۰۰۰ (Aged 55)) بازیکن فوتبال اهل آرژانتین بود.
از باشگاه‌هایی که در آن بازی کرده‌است می‌توان به باشگاه فوتبال استودیانتس اشاره کرد.
وی همچنین در تیم ملی فوتبال آرژانتین بازی کرده‌است.